# Tromarey
Tromarey település Franciaországban, Haute-Saône megyében. Lakosainak száma 123 fő (2022. január 1.). Tromarey Cugney, Avrigney-Virey, Bonboillon, Cult és Hugier községekkel határos.

## Népesség
A település népessége az elmúlt években az alábbi módon változott:
| Lakosok száma | 100  | 95   | 99   | 101  | 107  | 113  | 115  | 121  | 123  |
|               | 2013 | 2015 | 2016 | 2017 | 2018 | 2019 | 2020 | 2021 | 2022 |